# Sorex maritimensis
Sorex maritimensis là một loài động vật có vú trong họ Chuột chù, bộ Soricomorpha. Loài này được Smith mô tả năm 1939.